# Demonax invittatus
Demonax invittatus är en skalbaggsart som beskrevs av Dauber 2003. Demonax invittatus ingår i släktet Demonax och familjen långhorningar. Inga underarter finns listade i Catalogue of Life.